# Bettlerstein

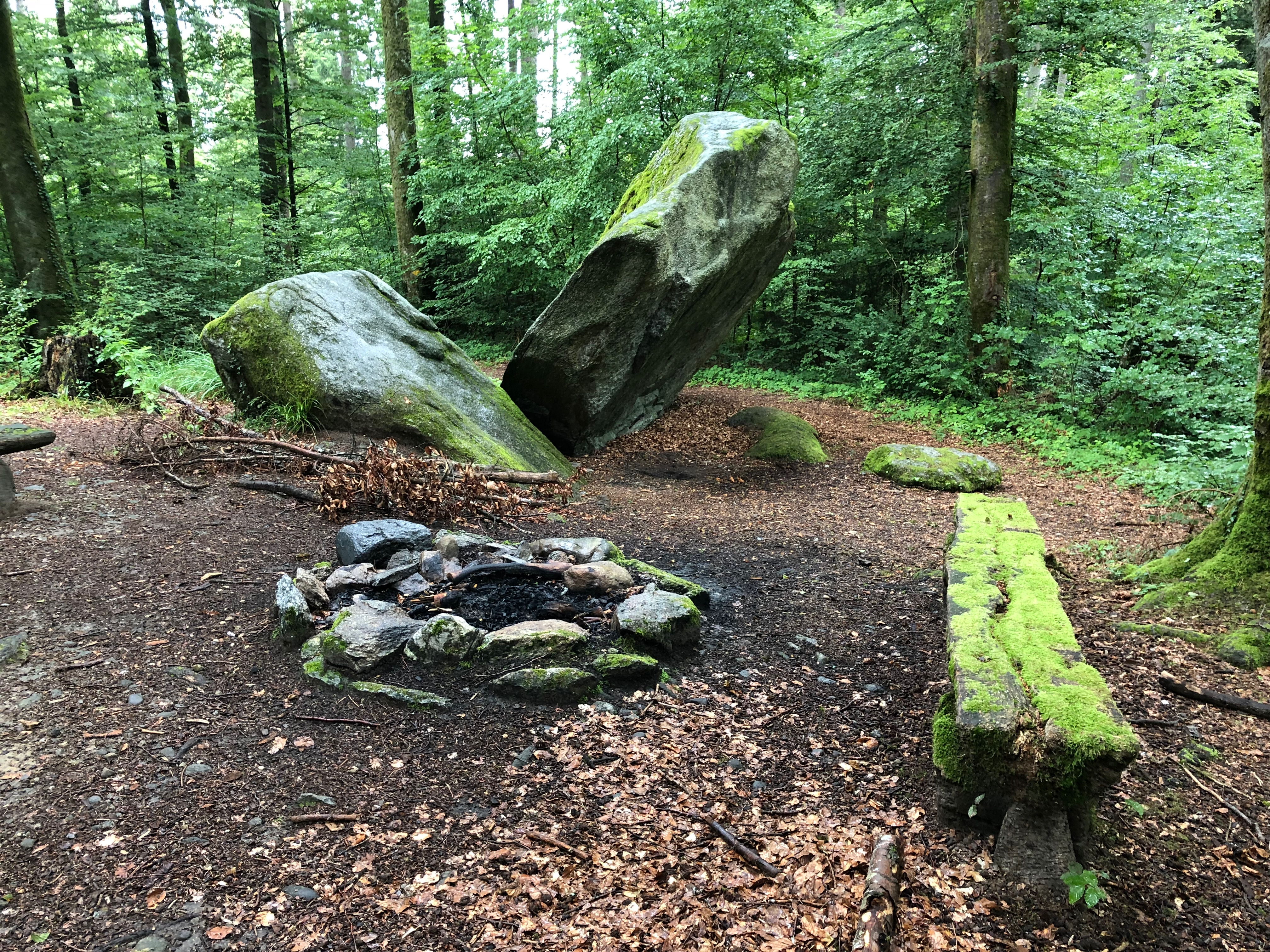
Bettlerstein

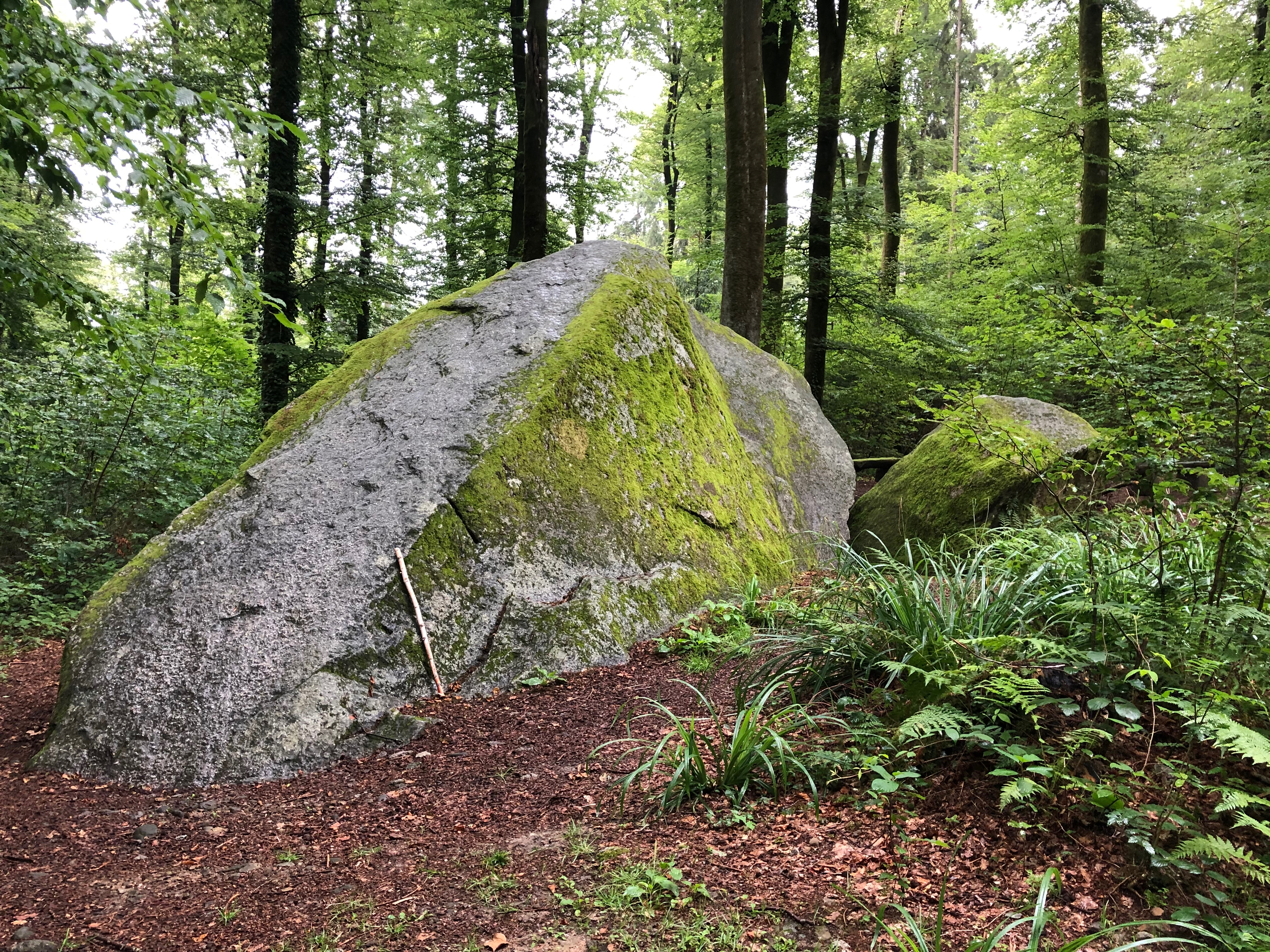

Als Bettlerstein wird ein Findling im Kanton Aargau in der Schweiz bezeichnet. Der Stein liegt auf einer Höhe von 469 m ü. M. auf dem Gebiet der Gemeinde Wohlen auf dem Hügelzug des Wagenrains an einem bewaldeten kleinen Moränenhügel.
Der Bettlerstein ist eine grosse, schräg in der Erde steckende Granitplatte. Der Abstand zum Boden beträgt an der höchsten Stelle etwa drei Meter. In entgegengesetzter Richtung liegt ein ebenfalls schräg gestellter kleinerer zweiter Stein.
In der Umgebung des Bettlersteins stehen weitere kleinere Menhire. Etwa 350 Meter nördlich liegt der Erdmannlistein.
Der Name soll sich davon ableiten, dass früher Bettler, Verstossene und Fahrende unter dem vorspringenden Steindach gelagert und Schutz gesucht haben.

## Zugang
Erreichbar ist der Bettlerstein über Wanderwege oder von der rund 500 Meter entfernten, Haltestelle «Erdmannlistein» der Bremgarten-Dietikon-Bahn. Die Zufahrt mit Motorfahrzeugen ist nicht möglich.